# Transmissionswärmeverlust
Als Transmissionswärmeverlust wird in der Bauphysik der Energieverlust bezeichnet, der auf der Wärmeleitung durch die Gebäudehülle beruht. Je nach Kontext bzw. Aufgabe wird der Transmissionswärmeverlust entweder als Wärmestrom (Verlustleistung, in Watt) oder als Wärmemenge (Arbeit, meistens in Wattstunden) angegeben. Der Transmissionswärmeverlust beruht auf einem Temperaturunterschied zwischen dem beheizten Gebäudeinneren und der kälteren Umgebung und somit auf dem Ersten Hauptsatz der Thermodynamik. Die Energie wird von den Außenflächen des beheizten Gebäudes durch Wärmeleitung und Wärmestrahlung an die Umgebung abgegeben.
Der Wärmeenergieverlust eines Gebäudes setzt sich überwiegend aus Transmissionswärmeverlust, Lüftungswärmeverlust sowie zu einem geringeren Maß aus dem Verlust über das Abwasser zusammen (siehe auch spezifische Wärmekapazität von Wasser, Luft und Verdampfungsenthalpie von Wasserdampf). Die Wärmespeicherung der Gebäudemasse sowie ein allfälliger Wärmeeintrag von außen durch Sonneneinstrahlung und atmosphärische Gegenstrahlung sind bei der Berechnung des Heizwärmebedarfs ebenfalls zu berücksichtigen. Wenn die Innentemperatur des Gebäudes konstant gehalten werden soll, muss die Zufuhr durch Heizwärme die Wärmeverluste bilanzieren. Die dafür erforderliche Heizleistung wird Heizlast genannt.

## Bedeutungen der Bezeichnung „Transmissionswärmeverlust“
Die folgende Zusammenstellung listet die gebräuchlichen Begriffsanwendungen von „Transmissionswärmeverlust“ auf, zeigt die Zusammenhänge und nennt ihre sinnvollen Anwendungen in der Gebäudephysik und im Gebäudeenergiegesetz (GEG).

### Transmissionswärmeverlust
Dieser wird in der EnEV als Transmissionswärmetransferkoeffizient oder Wärmetransferkoeffizient für Transmission genannt.
{\displaystyle H_{\mathrm {T} }\qquad \mathrm {[W/K]} }
{\displaystyle H_{\mathrm {T} }=\Sigma (U_{\mathrm {i} }*A_{\mathrm {i} }*F_{\mathrm {Xi} })+U_{\mathrm {WB} }*A}
{\displaystyle F_{\mathrm {Xi} }=(\upsilon _{R}-\upsilon _{x})/(\upsilon _{R}-\upsilon _{e})}
({\displaystyle F_{\mathrm {Xi} }} sind die Temperaturkorrekturfaktoren, die abhängig sind von der Art des Bauteils (Fußboden oder Außenwand), der Raumtemperatur, Normaußentemperatur und der angrenzenden Raumtemperatur.)

### Spezifischer Transmissionswärmeverlust
Dieser wird in der EnEV spezifischer Transmissionswärmetransferkoeffizient genannt.
Der Transmissionswärmeverlust bezogen auf die wärmeübertragende Hüllfläche A ergibt den spezifischen Transmissionswärmeverlust H’T
{\displaystyle H'_{\mathrm {T} }=H_{\mathrm {T} }/A\qquad \mathrm {[W/(m^{2}K)]} }
Anschaulich ist H’T der durchschnittliche Wärmestrom durch 1 m2 Hüllfläche bei einem Kelvin Temperaturdifferenz (Innen zu Außen). Er ist somit der mittlere U-Wert der Gebäudehülle. Die Mittelung erfolgt gewichtet entsprechend der Flächengröße eines Hüllenelements. Eine hohe Dämmqualität der Hüllfläche liegt bei einem niedrigen Wert H’T vor.
H’ T kennzeichnet die Güte der Hüllfläche bzgl. ihrer Wärmedämmeigenschaft. Je niedriger H’ T desto besser ist die Wärmedämmeigenschaft.
Dies bedeutet wegen des noch vorhandenen Einflusses der Gebäude-Kompaktheit (Verhältnis von Fläche zu Volumen) aber nicht, dass dann auch der Transmissionswärmeverlust je m2 Nutzfläche des Gebäudes niedrig ist. In der Energieeinsparverordnung 2006 gibt es eine Vorschrift über die Höchstwerte von H’T bei neu zu errichtenden Gebäuden (wobei bei geringer Kompaktheit, also großem A/V, die Anforderung am schärfsten und der Höchstwert am niedrigsten ist).

### Spezifischer Transmissionswärmedurchgangskoeffizient nach ISO13789
Achtung: In der EnEV wird HT als Transmissionswärmetransferkoeffizient bezeichnet
{\displaystyle H_{\mathrm {T} }=H_{\mathrm {D} }+H_{\mathrm {g} }+H_{\mathrm {U} }+H_{\mathrm {A} }\qquad \mathrm {[W/K]} }
- {\displaystyle H_{\mathrm {D} }}… direkter Wärmedurchgangskoeffizient zwischen Innenraum und Außenumgebung

- {\displaystyle H_{\mathrm {g} }}… stationärer Wärmedurchgangskoeffizient über das Erdreich
- {\displaystyle H_{\mathrm {U} }}… Transmissionswärmedurchgangskoeffizient durch unbeheizte Räume
- {\displaystyle H_{\mathrm {A} }}… Transmissionswärmedurchgangskoeffizient zu angrenzenden Gebäuden

Er bildet die Summe der Transmissionsverluste aller Bauteile gegen Außenluft, Erdreich und durch angrenzende nicht beheizte Räume.

#### Transmissionswärmeverlust der Bauteile gegen Außenluft
Beschreibt die direkte Transmission zwischen Innenraum und Außenumgebung
{\displaystyle H_{\mathrm {D} }=\sum \nolimits _{i}{A_{i}U_{i}}+\sum \nolimits _{k}{l_{k}\Psi _{k}}+\sum \nolimits _{j}{\chi _{j}}\qquad \mathrm {[W/K]} }
- {\displaystyle A_{i}}…Fläche des Bauteils
- {\displaystyle U_{i}}…Wärmedurchgangskoeffizient
- {\displaystyle l_{k}}…Länge der Wärmebrücke
- {\displaystyle \Psi _{k}}…längenbezogener Wärmedurchgangskoeffizient der Wärmebrücke nach EN ISO 10211
- {\displaystyle \chi _{k}}…punkbezogener Wärmedurchgangskoeffizient der Wärmebrücke

Gibt den Wärmestrom in W der Außenluftberührten Hüllfläche A je Kelvin Temperaturdifferenz innen-außen an.
Beispiel: U = 0,51 W/(m2·K), wärmeübertragende Hüllfläche A=310 m2 ⇒ HT = 0,51 W/(m2·K)·310 m2 = 158 W/K

### Spezifischer Transmissionswärmeverlust nach umbautem Raum
{\displaystyle H_{\mathrm {T} }=H'_{\mathrm {T} }\cdot A/V\qquad \mathrm {[W/(m^{3}\cdot K)]} }
gibt den Wärmestrom Wärmeverlust in Watt der gesamten Hüllfläche A je Grad Temperaturdifferenz innen-außen und je m3 umbauten Raum an. Er ist ein Gebäudekennwert, der nicht nur die Dämmqualität der Hüllfläche, sondern auch die Kompaktheit des Gebäudes beinhaltet. Ein niedriger Wert bedeutet auch einen niedrigen TWV je m2 Nutzfläche, wobei die Umrechnung über die Geschosshöhe erfolgt. Dieser Gebäudekennwert charakterisiert am besten, wie gut 1 m2 Wohnfläche gegen Wärmeverluste durch Transmissionswärmeverlust geschützt ist, je niedriger er ist, desto besser
Beispiel: H’T = 0,51 W/(m2·K), A/V = 0,71 1/m ⇒ HT·A/V = 0,51 W/(m2·K)·0,71 [1/m] =0,362 W/K je m3 umbauter Raum ⇒ ca. 0,12 W/K je m2 Nutzfläche

### Transmissionswärmeverlust bei gegebener Temperaturdifferenz innen–außen
{\displaystyle {\dot {Q}}_{\mathrm {T} }=H_{\mathrm {T} }\cdot \Delta T\qquad \mathrm {[W]} }
gibt den Energiestrom Transmissionswärmeverlust in Watt der gesamten Hüllfläche A an, das ist die Wärmeabgabe des Gebäudes durch Transmission bei gegebener Temperaturdifferenz innen-außen an. Dies ist eine Leistungsangabe und zum Erhalt der Innentemperatur muss dieser Wert durch die gleiche Heizleistung ausgeglichen werden (tatsächlich erforderliche Heizleistung um Lüftungswärmeverlust und eventuell erforderlicher Aufheizleistung höher und um solare und interne Energiegewinne je Zeitspanne niedriger)
Beispiel: HT = 200 W/K, kalter Wintertag mit Ta = −10 C, Ti = 20 °C ⇒ ΔT = 30 K ⇒ Transmissionswärmeverlust = 200 W/K · 30 K = 6 kW

### Transmissionswärmeverlust in einem Zeitraum (mit gegebenem zeitlichen Verlauf der Temperaturdifferenz innen-außen)
{\displaystyle Q_{\mathrm {T} }=H'_{\mathrm {T} }\cdot \Sigma (\Delta T\cdot \Delta t)\qquad \mathrm {[kWh]} }
gibt die gesamte durch Transmission abfließende Wärmemenge in kWh im vorgegebenen Zeitraum an. Sie wird durch den Gebäudekennwert HT und die Heiz-Gradstundenzahl des vorgegebenen Zeitraums bestimmt.
Beispiel 1: HT = 200 W/K, 24 h kalter Wintertag mit Ta = −10 °C als Tagesmittelwert, Ti = 20 °C ⇒ (ΔT = 30 K) ⇒ QT = 200 W/K · 24 h · 30 K = 144 kWh
D.h. der gesamte Transmissionswärmeverlust der Gebäudehülle an dem kalten Wintertag mit der Tagesmitteltemperatur −10 °C beträgt 144 kWh. Dieser Wärmeverlust und der zusätzlich vorhandene Lüftungswärmeverlust muss durch die entsprechende Heizwärmemenge ausgeglichen werden, damit die Gebäude-Innentemperatur von 20 gehalten wird.
Beispiel 2: HT = 200 W/K, gesamte Heizperiode mit 80.000 Heiz-Gradstunden ⇒ QT = 200 W/K · 80.000 Kh = 16.000 kWh
D.h. der gesamte Transmissionswärmeverlust der Gebäudehülle in einer Heizperiode mit 80.000 Heiz-Gradstunden beträgt 16.000 kWh. Dieser Wärmeverlust und der zusätzlich vorhandene Lüftungswärmeverlust (vermindert um die Summe der solaren und internen Energiegewinne) muss durch die entsprechende Heizwärmemenge ausgeglichen werden, damit die Gebäude-Innentemperatur von 20 °C ständig gehalten wird.

## Wärmeverlust eines Gebäudes
Die einzelnen Teile der Hüllfläche eines beheizten Gebäudes, durch die Wärme durch Wärmeleitung nach außen entweicht, sind:
- Außenwände (gegen Außenluft oder Erdreich), mit gesonderter Betrachtung von Fenstern, Außentüren und ähnliche
- Dach, mit gesonderter Betrachtung von Dachflächenfenster und ähnliche
- oberste Geschossdecke gegen unbeheizte Räume
- Kellerdecke gegen unbeheizte Kellerräume bzw. Bodenplatte
- Geschossdecke gegen Außenluft nach unten (zum Beispiel bei Durchfahrten)
- Wände zu anderen beheizten oder unbeheizten Gebäuden oder Gebäudeteilen (zum Beispiel bei Doppel- und Reihenhäusern)

Der Transmissionswärmeverlust eines Elements der Hüllfläche (Bauteil der Hüllfläche) hängt ab vom Wärmedurchgangskoeffizient (=U-Wert des Elements) und dessen Fläche.
Die Wärmespeicherung der Gebäudemasse (Baustoffe, gespeicherte Feuchte) sowie ein allfälliger Wärmeeintrag von außen durch Sonnenstrahlung und atmosphärische Gegenstrahlung sind bei einer Berechnung ebenfalls zu berücksichtigen.

### Berechnung
Spezifischer Wärmestrom durch das Hüllflächenelement: Das Produkt von U-Wert und Fläche ergibt den Wärmestrom durch das Hüllflächenelement bei einem Temperaturunterschied von 1 Kelvin zwischen Innen- und Außentemperatur, gemessen in Watt pro Kelvin (W/K).
Spezifischer Wärmestrom durch die gesamte Hüllfläche: Summation der einzelnen Produkte über die gesamte Hüllfläche ergibt den Wärmestrom durch die gesamte Hüllfläche bei einem Temperaturunterschied von 1 Kelvin zwischen Innen- und Außentemperatur an der Hüllfläche.
Transmissionswärmeverlust: Die Multiplikation mit der Temperaturdifferenz innen-außen liefert dann den Transmissionswärmeverlust = Wärmestrom durch die gesamte Hüllfläche gemessen in W oder kW bei der gegebenen Temperaturdifferenz.
Bei der Heizlastberechnung muss diese Rechnung zunächst für jeden Raum erfolgen, danach erst kann die Aufsummierung zur Heizlast des Gebäudes erfolgen. Da aber nicht jedes Teil der Hüllfläche an die Außenluft grenzt (zum Beispiel Kellerdecke, oberste Geschossdecke und Wände zu anderen Gebäuden) und hier die Temperaturdifferenz innen-außen geringer ist, wäre der so ermittelte Wärmeabgang zu hoch berechnet. Die Korrektur kann so erfolgen, dass bei der Produktbildung U-Wert mal Fläche eines Bauteils noch zusätzlich mit einem Korrekturfaktor ≤ 1 multipliziert wird, der die niedrigere Temperaturdifferenz an diesem Bauteil berücksichtigt. Die Summe der verschiedenen Wärmeströme der gesamten Hüllfläche kann anschließend mit dem Differenzwert von Innen- zu Außentemperatur multipliziert werden, um den (momentanen) Transmissionswärmeverlust der Gebäudehülle bei der (momentanen) Temperaturdifferenz zu errechnen.

### Jährlicher Transmissionswärmeverlust
Der jährliche Transmissionswärmeverlust eines Gebäudes ist eine Energiemenge, angegeben in kWh. Sie wird außer von den Wärmedämm-Eigenschaften der wärmeübertragenden Hüllfläche vom Standort des Gebäudes (geografisch, Höhenlage, Winddisposition...) und dem Nutzerverhalten seiner Bewohner (Innentemperaturen der verschiedenen Räume wie Bad, Wohnzimmer, Schlafzimmer) bestimmt.
Man kann sich die Ermittlung des jährlichen Transmissionswärmeverlust folgendermaßen vorstellen:
Das gesamte Jahr wird in kleine Zeitintervalle, zum Beispiel Stunden- oder Tagesintervalle, unterteilt und für jedes Zeitintervall wird die in ihm nach außen abfließende Wärmemenge als Produkt aus drei Größen ermittelt:
- spezifischer Transmissionswärmeverlust HT in W/K (konstante Gebäudekenngröße)
- Temperaturdifferenz innen-außen in K (gemittelt über das Zeitintervall)
- Größe des Zeitintervalls in h

Summation über alle Zeitintervalle liefert den jährlichen Transmissionswärmeverlust des Gebäudes, angegeben in kWh/a (die umgekehrten Energieflüsse von außen nach innen, sobald die Außentemperatur die Innentemperatur übersteigt, werden bei der Summation nicht berücksichtigt). Da die Gebäudekenngröße HT eine Konstante ist (sie ist für alle Zeitintervalle unverändert) kann die Summation nur über die Produkte:
Temperaturdifferenz innen-außen ΔT mal Zeitintervall Δt
ausgeführt werden und das Ergebnis mit HT multipliziert werden. Dieser Summationswert der Temperaturdifferenz innen-außen über alle Zeitintervalle der Heizperiode heißt je nach Zeitintervall Heizgradstunden oder Heizgradtage. Dann ergibt sich der jährliche Transmissionswärmeverlust eines Gebäudes als Produkt von HT in W/K und den Heizgradstunden in Kh.
Die Abhängigkeit dieses jährlichen Transmissionswärmeverlust eines Gebäudes vom Gebäude-Standort und vom Nutzerverhalten beruht auf dem unterschiedlichen Wert der Heizgradstunden je nach Gebäudestandort (Außentemperatur gemäß Mikroklima!) und je nach Nutzerverhalten (Innentemperatur!). Bei Annahme eines standardisierten Nutzerverhaltens (durchschnittliche konstante Innentemperatur zum Beispiel = 19 °C in allen Räumen) und Auswahl eines bestimmten geografischen Standortes ergibt sich eine bestimmte Summe „Heizgrad-Stunden“ für die Heizperiode,
Der Wert ist nicht ganz eindeutig, da die Innentemperatur weder in allen Räumen des Gebäudes noch über den gesamten Zeitraum der Heizperiode als konstant angenommen werden kann. In der EnEV werden 66.000 Heizgradstunden je Heizperiode zugrunde gelegt.
Der jährliche Transmissionswärmeverlust bezogen auf 1 m² Wohnfläche ist für den Wohnungsnutzer ein anschaulicher Wert, anschaulicher als der auf 1 m² Hüllfläche bezogene spezifische Transmissionswärmeverlust H’T, und steht mit dem Heizwärmebedarf auch in einem direkteren Zusammenhang. Er wurde in früheren Wärmeschutzverordnungen auch als vorgeschriebener Grenzwert in Abhängigkeit vom Kompaktheitsgrad A/V verwendet. Heute wird in der EnEV aber der reine Gebäudekennwert „Transmissionswärmetransferkoeffizient“ (gleich mittlerer U-Wert der Gebäudehülle) als Grenzwert in der Vorschrift zur Begrenzung des Transmissionswärmeverlustes verwendet.

## Energieeinspar-Verordnung EnEV (Deutschland)
Bei einer Berechnung nach EnEV werden durch den Gesetzgeber für Wohngebäude Maximalwerte für den umfassungsflächenbezogenen spezifischen Transmissionswärmeverlust H’T [W/(m²·K)] festgelegt.
Für Nichtwohngebäude gibt es keine Anforderungen an den Transmissionswärmeverlust – hier wird der mittlere Wärmedurchgangskoeffizient als Bedingung benutzt. Es sei denn es handelt sich um ein öffentliches Gebäude im Sinne des EEWärmeG. Dann wird der H’T-Wert verwendet.
Seit dem 1. November 2020 gilt in Deutschland ausschließlich das Gebäudeenergiegesetz. Weitere Anforderungen an die energetische Qualität von Gebäuden sind in den vorher geltenden Normen: EnEV und dem EEWärmeG zu finden.